# Dotternamn
Ett dotternamn är ett efternamn som bärs av en kvinna eller man och som oftast anger vem personen är dotter eller son till. Några exempel på dotternamn är Annasdotter, Karinsdotter, Evasdotter, Persdotter, Nilsdotter och Karlsdotter.
- För dotternamn som baseras på faderns förnamn, se Patronymikon
- För dotternamn som baseras på moderns förnamn, se Metronymikon